# Liste von Musik-Streamingdiensten
Die folgende Tabelle listet die bekanntesten Musik-Streamingdienste auf. Diese Dienste bieten das Streaming von Inhalten in voller Länge über das Internet an, ohne dass zwingend eine Datei zum Herunterladen gekauft werden muss. Diese Art von Diensten ähnelt dem Internetradio. Viele dieser Websites sind werbefinanziert und bieten unentgeltliche Optionen im Stil eines Online-Musikgeschäfts an, andere hingegen verlangen eine monatliche Gebühr zur Nutzung. Allerdings gibt es auch Dienste, die kostenlos zu benutzen sind, bei denen man sich aber Vorteile (wie z. B. keine Werbeanzeigen) kaufen kann.

## Aktuelle Dienste
Stand: September 2021
| Name                | freier Zugang möglich                       | Selektives Streaming | Lossless (hi-fi)                                          | Herunterladen               | Anzahl Musikstücke (Millionen) | Anzahl aktive Nutzer (Millionen) | Anzahl zahlende Nutzer (Millionen) | Globale Verfügbarkeit | Web    | Android | iOS  | Desktop-App                                                                           | Andere Plattformen                                                              | Startdatum         | Login notwendig                                                         |
| ------------------- | ------------------------------------------- | -------------------- | --------------------------------------------------------- | --------------------------- | ------------------------------ | -------------------------------- | ---------------------------------- | --- | ------ | ------- | ---- | ------------------------------------------------------------------------------------- | ------------------------------------------------------------------------------- | ------------------ | ----------------------------------------------------------------------- |
| AccuRadio           | ja                                          | nein                 | nein                                                      |                             |                                | 1,5                              |                                    | | ja     | ja      | ja   | ja                                                                                    | Roku, Sonos                                                                     | 2000               | Hören möglich, aber Songs zu liken erfordert einen Login                |
| Amazon Music        | Freier Zugang nur auf Alexa-Geräten möglich | ja                   | ja                                                        | ja                          | 75 (Unlimited) 2 (Prime Music) | 55                               | 55                                 | Australien, Österreich, Brasilien, Kanada, Frankreich, Deutschland, Italien, Indien, Japan, Mexiko, Neuseeland, Polen, Schweiz, Spanien, USA, Großbritannien | ja     | ja      | ja   | Windows, Mac                                                                          | 7 andere [p 1]                                                                  | 25. September 2007 | Ja                                                                      |
| Anghami             | ja (radio mode)                             | ja                   | nein                                                      | ja                          | 30                             | 70                               |                                    | Voller Zugang im mittleren Osten und Nordafrika, arabische Musik an anderen Orten                                                                            | ja     | ja      | ja   | ja                                                                                    | 11 andere [p 2]                                                                 | November 2012      | Hören möglich, aber Musikstücke abzuspielen erfordert Login             |
| Apple Music         | nein                                        | ja                   | Apple Lossless wird aktuell nicht auf Windows unterstützt | ja                          | 75+                            | 72                               | 72                                 | 167 Länder | ja     | ja      | ja   | Windows und Mac mit iTunes                                                            | 6 andere [p 3]                                                                  | 2015-06-30         | Ja                                                                      |
| Bandcamp            | ja                                          | —                    | nein (nur Download)                                       | ja                          | TBD                            | TBD                              |                                    | | ja     | ja      | ja   | Windows                                                                               |                                                                                 | 16. September 2008 | Nein                                                                    |
| Boomplay            | Ja                                          | Ja                   | Nein                                                      | Ja                          | 58+                            |                                  |                                    | Ja | Ja     | Ja      | Ja   | Nein                                                                                  | Android TV                                                                      | 2015               | Limited                                                                 |
| Deezer              | ja (radio mode)                             | ja                   | ja                                                        | ja                          | 73                             | 16                               | 7                                  | 180+ Länder | ja     | ja      | ja   | Windows, Mac                                                                          | 7 andere [p 4]                                                                  | 2007               | Ja                                                                      |
| Gaana               | ja                                          | ja                   | nein                                                      | ja                          | 45                             | 201                              | Never disclosed                    | Global | ja     | ja      | ja   | ja                                                                                    |                                                                                 | April 2010         | Hören möglich, aber Songs zu liken erfordert einen Login                |
| hoopla              | ja                                          | ja                   | nein                                                      | ja                          | 5                              | 2,5                              |                                    | USA, Kanada | ja     | ja      | ja   | ja                                                                                    | Chrome OS, Roku, AirPlay, Chromecast,                                           | 2010               | Ja                                                                      |
| iHeartRadio         | ja (radio mode)                             | nein                 | nein                                                      | nein                        | 30                             | 120                              |                                    | US, Australia, New Zealand | ja     | ja      | ja   | Mac                                                                                   | Bose, Sonos, PlayStation, Xbox, Fire TV, Roku, Apple TV, Android TV, Chromecast | 1. August 2008     | Nein                                                                    |
| Jango               | ja                                          | nein                 | nein                                                      | nein                        | 30                             |                                  |                                    | Global | ja     | ja      | ja   | nein                                                                                  |                                                                                 | November 2007      | Nein                                                                    |
| JOOX                | ja (radio mode)                             | ja                   | teils                                                     | ja                          |                                |                                  |                                    | Hong Kong, Indonesien, Malaysien, Myanmar, Thailand | ja     | ja      | ja   | ja                                                                                    |                                                                                 | 2015               |                                                                         |
| KKBOX               | ja                                          | ja                   | ja                                                        | ja                          | 70                             |                                  |                                    | Hong Kong, Japan, Malaysien, Singapur, Taiwan | ja     | ja      | ja   | ja                                                                                    | Chromecast, Android TV, Android Auto, Apple TV, Xbox                            | Oktober 2004       | Ja                                                                      |
| Line Music          | nein                                        | ja                   | nein                                                      | ja                          | 1,5                            |                                  |                                    | Japan, Thailand, Taiwan | ja     | ja      | ja   | nein                                                                                  |                                                                                 | 22. Mai 2015       | Ja                                                                      |
| LiveXLive           | ja (radio mode)                             | ja                   | nein                                                      | ja                          | 13                             | 26                               |                                    | US, Canada | ja     | ja      | ja   | ja                                                                                    | Sonos, Tesla, Roku                                                              | 15. März 2007      | Nein                                                                    |
| Melon               | ja                                          | ja                   | nein                                                      | ja                          |                                | 4-5                              |                                    | South Korea | ja     | ja      | ja   | nein                                                                                  |                                                                                 | November 2004      | Ja                                                                      |
| MOOV                | nein                                        | ja                   | ja                                                        | ja                          | 1,5                            |                                  |                                    | Hong Kong, China, Vietnam | ja     | ja      | ja   | nein                                                                                  | Chromecast, Apple Watch                                                         | 24. April 2006     | Ja                                                                      |
| Music Choice        | ja                                          | nein                 | nein                                                      |                             |                                | 55                               |                                    | | ja     | ja      | ja   | ja                                                                                    |                                                                                 |                    | nur mit Kabelanschluss                                                  |
| MyTuner Radio       | ja                                          | nein                 | nein                                                      |                             |                                |                                  |                                    | | ja     | ja      | ja   | ja                                                                                    | 6 andere [p 5]                                                                  | April 2012         | Nein                                                                    |
| Napster             | nein                                        | ja                   | nein                                                      | ja                          | 60+                            | 1,2                              |                                    | US, Canada, most of Europe | ja     | ja      | ja   | Windows                                                                               | Sonos, WebOS                                                                    | 3. Dezember 2001   | Ja                                                                      |
| NetEase Cloud Music | ja                                          | ja                   | nein                                                      | ja                          | 36                             | 55                               |                                    | teils | ja     | ja      | ja   | Windows, Mac, Linux                                                                   | BlackBerry                                                                      | 2013               |                                                                         |
| Pandora             | ja (radio mode)                             | ja                   | nein                                                      | ja                          | 30                             | 58                               | 6,3                                | US | ja     | ja      | ja   | Windows, Mac; für Desktopbenutzer nur mit einer Pandora One-Mitgliedschaft erhältlich | 12 andere [p 6]                                                                 | September 2005     | Nein                                                                    |
| Patari.pk           | ja                                          | ja                   |                                                           | ja                          | 0,02                           |                                  |                                    | Global | ja     | ja      | ja   | nein                                                                                  |                                                                                 | Februar 2015       | Nein                                                                    |
| Qobuz               | nein                                        | ja                   | ja                                                        | ja                          | 70+                            | 0,2                              | 0,2                                | Frankreich, Großbritannien, Niederlande, Deutschland, Italien, Spanien, USA                                                                                  | ja     | ja      | ja   | Windows, Mac, Linux (geplant)                                                         | Linn, Naim, Sonos, BubbleUPnP                                                   | 2007               | Ja                                                                      |
| QQ Music[n 8]       | ja                                          | ja                   | teils                                                     | ja                          | 17                             | 57                               | 42,7                               | teils | ja     | ja      | ja   | ja                                                                                    | Bose                                                                            | 2016               |                                                                         |
| ROXI                | nein                                        | ja                   | nein                                                      | nein                        | 40                             |                                  |                                    | UK, US | nein   | nein    | nein | nein                                                                                  | ROXI                                                                            | 2016               | Ja                                                                      |
| JioSaavn            | ja                                          | ja                   | erfordert ein Premium-Konto                               | ja                          | 55+                            | 100                              |                                    | Global | Global | ja      | ja   | ja                                                                                    | Amazon Echo, Google Nest, Sonos One, Shazam                                     | 2007               | Limited                                                                 |
| SiriusXM            | ja (radio mode)                             | ja                   | nein                                                      |                             |                                | 34,9                             |                                    | Canada, US | ja     | ja      | ja   | ja                                                                                    | Bose, Sonos, Roku                                                               | 29. Juli 2008      |                                                                         |
| SoundCloud          | ja                                          | ja                   | teils                                                     | Limited                     | 265                            | 175                              | 1,7                                | Global | ja     | ja      | ja   | ja                                                                                    | Sonos, Xbox One                                                                 | Oktober 2008       | Nein                                                                    |
| Spotify             | ja                                          | ja                   | nein                                                      | ja                          | 70+                            | 356                              | 158                                | 178 Länder | ja     | ja      | ja   | Windows, Mac, Linux                                                                   | 21 andere [p 7]                                                                 | Oktober 2008       | Ja                                                                      |
| Stingray Music      | ja (radio mode)                             | nein                 | erfordert ein Premium-Konto                               |                             | 25+                            |                                  |                                    | Global | ja     | ja      | ja   | ja                                                                                    | Sonos                                                                           | 2014               | kostenlos in Kanada und USA, in anderen Ländern TV-Abonnement notwendig |
| Tidal               | nein                                        | ja                   | ja                                                        | ja                          | 110+                           | 4,2                              | 3                                  | teils | ja     | ja      | ja   | Windows, Mac                                                                          | Sonos, Chromecast, Android TV, Apple TV, Fire TV, Naim, Roku                    | 28. Oktober 2014   | nur Vorschau                                                            |
| TuneIn              | ja (radio mode)                             | teils                | nein                                                      | erfordert ein Premium-Konto |                                | 75                               |                                    | Global | ja     | ja      | ja   | ja (Windows Store)                                                                    | 8 andere [p 8]                                                                  | Januar 2002        | Nein                                                                    |
| Tunezeal            | ja                                          | ja                   | nein                                                      | nein                        | 60+                            | 1,6                              |                                    | Global | ja     | ja      | ja   | Windows, Mac                                                                          |                                                                                 | November 2020      | Nein                                                                    |
| Wolfgang's          | ja                                          | ja                   | nein                                                      | ja                          | 0,2                            |                                  |                                    | teils | ja     | ja      | ja   | ja                                                                                    | Sonos                                                                           | 2006               | Ja                                                                      |
| YouTube Music       | ja                                          | ja                   | nein                                                      | ja                          | 80                             | 50                               | 30                                 | 100 Länder | ja     | ja      | ja   | ja (PWA)                                                                              | 6 andere [p 9]                                                                  | November 2015      | Nein                                                                    |

## Eingestellte Dienste
Stand: September 2021
| Name                   | Grund                                                                                                | Eingestellt        |
| ---------------------- | --- | ------------------ |
| Radical.fm             | | 29. Juni 2018      |
| Xbox Music             | abgelöst durch Groove Music                                                                          | 6. Juli 2015       |
| iTunes Radio           | integriert in Apple Music                                                                            | 30. Juni 2015      |
| Beats Music            | abgelöst durch Apple Music                                                                           | 30. Juni 2015      |
| Blinkbox Music         | unter Administration                                                                                 | 11. Juni 2015      |
| Groove Music           | | 31. Dezember 2017  |
| Grooveshark            | | 30. April 2015     |
| Google Play Music      | zusammengeführt von YouTube Music                                                                    | 31. Dezember 2020  |
| Guvera                 | | 12. Mai 2017       |
| Rara                   | | 29. März 2015      |
| Last.fm                | Der Radio-Streamingdienst wurde eingestellt; jetzt wird eine Datenbank für gehörte Lieder betrieben. | 28. April 2014     |
| Batanga Radio          | | 25. Dezember 2017  |
| MixRadio               | | 21. März 2016      |
| Music Unlimited        | ersetzt durch PlayStation Music powered Spotify.                                                     | 29. März 2015      |
| Musicovery             | der interaktive Radio-Dienst wurde eingestellt und stellt jetzt Playlisten bereit.                   | 2. Januar 2017     |
| Electric Jukebox       | nachgefolgt von ROXI                                                                                 | 1. August 2017     |
| WiMP                   | integriert in Tidal                                                                                  | 23. März 2015      |
| Simfy                  | vorübergehend verwies die Website die Nutzer auf Deezer.                                             | 1. März 2015       |
| MOG                    | ersetzt durch Beats Music und schließlich Apple Music                                                | 21. Januar 2015    |
| Songza                 | verschmolzen mit Google Play Music und anschließend YouTube Music                                    | 21. Oktober 2014   |
| Ubuntu One Music       | | 2. April 2014      |
| Zune Marketplace       | ersetzt durch Xbox Music und schließlich von Groove                                                  | 15. Oktober 2012   |
| Mflow                  | ersetzt durch Bloom.fm                                                                               | 1. Januar 2012     |
| Thumbplay              | gekauft von iHeartRadio                                                                              | 1. März 2011       |
| Rdio                   | eingestellt / Erwerb von Vermögenswerten durch Pandora                                               | 22. Dezember 2015  |
| Rhapsody               | ersetzt durch Napster                                                                                | 14. Juni 2016      |
| thesixtyone            | | 1. Mai 2017        |
| Yahoo! Music Unlimited | eingestellt (Nutzer hatten die Möglichkeit, ihr Konto zu Rhapsody zu übertragen)                     | 30. September 2008 |
| Slacker Radio          | ersetzt durch LiveXLive                                                                              | 25. April 2019     |